# Pearl Harbor (film)
Pour les articles homonymes, voir Pearl Harbor (homonymie).
Pour plus de détails, voir Fiche technique et Distribution.
Pearl Harbor est un film américain réalisé par Michael Bay, sorti en 2001. Scénarisé par Randall Wallace et produit par Jerry Bruckheimer, il met notamment en vedette Ben Affleck, Josh Hartnett, Kate Beckinsale, Cuba Gooding Jr., Tom Sizemore, Jon Voight, Colm Feore et Alec Baldwin.
Le film met en scène trois événements de la Seconde Guerre mondiale : la bataille d'Angleterre, l'attaque de Pearl Harbor et le raid de Doolittle. En dépit des critiques négatives, Pearl Harbor est devenu un succès commercial majeur, rapportant un total de 449 220 945 $ au box-office dans le monde entier. Nommé dans plusieurs catégories aux Oscars 2002, il a obtenu la récompense pour le meilleur montage sonore.

## Synopsis
Deux jeunes pilotes zélés et doués, Rafe McCawley (Ben Affleck) et Daniel 'Danny' Walker (Josh Hartnett), sont amis depuis leur plus tendre enfance. Ils décident tous deux d'entrer dans la United States Army Air Corps. Rafe tombe amoureux d'Evelyn, une jeune infirmière, lors de son test pour entrer dans l'aviation. Mais leur idylle sera de courte durée car Rafe veut combattre. Evelyn et Danny eux se font muter à Hawaï alors que Rafe, lui, rejoint l'Angleterre pour combattre la Luftwaffe du Troisième Reich d'Hitler, aux côtés des Anglais dans les Eagle Squadrons, avec l'accord de son supérieur le commandant Doolittle. Quelques mois et des lettres plus tard, au cours d'une mission, l'avion de Rafe est abattu et ce dernier est porté disparu. Danny va apprendre la triste nouvelle à Evelyn. Effondrés, Evelyn et Danny partagent leur chagrin et un amour naît de leurs confidences. Evelyn tombe alors enceinte de Danny. Le jour où Evelyn apprend cette nouvelle, Rafe revient. Il a survécu à l’écrasement de son avion et a été repêché par un navire de pêche français puis a été caché par la Résistance française ; il est heureux de revoir Evelyn mais la situation a changé et Rafe comprend qu'il a été supplanté par Danny. Ils se bagarrent dans un bar et après quelques coups de poing, ils fuient pour échapper à la police militaire. Danny lui explique la situation mais leur amitié est fortement remise en question. Pendant ce temps, les Japonais lancent une attaque surprise sur le port. Au petit matin du dimanche 7 décembre 1941, alors que les soldats dorment encore, les appareils japonais Oahu et bombardent et torpillent les navires amarrés et les bases aériennes de Pearl Harbor.

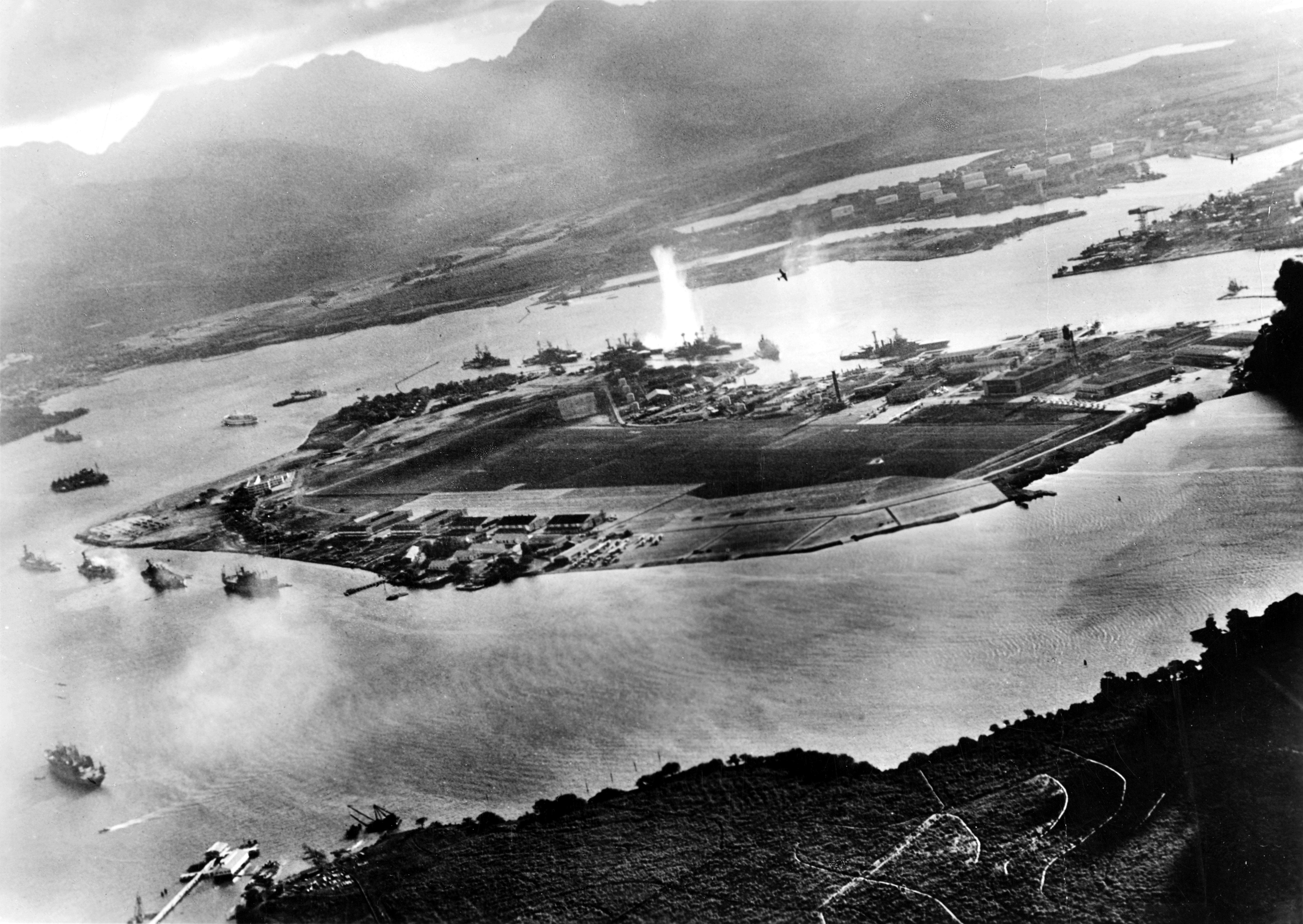
Vue aérienne de la base navale américaine de Pearl Harbor, à Hawaï, lors de l'attaque du 7 décembre 1941.

Rafe oublie un moment ses problèmes et part combattre aux côtés de Danny pour aider leurs camarades. Ils rejoignent un aérodrome militaire de maintenance. Ils seront les deux seuls pilotes à avoir réussi à décoller à bord de Curtiss P-40 Warhawk. L'attaque terminée, le président Franklin Roosevelt ainsi que le Congrès déclarent la guerre au Japon et l'état-major américain organise une contre-attaque symbolique avec des bombardiers North American B-25 Mitchell décollant de porte-avions : c'est le raid de Doolittle. Les deux amis sont volontaires et s'entraînent à décoller d'une piste avec les bombardiers depuis une piste très courte de 142 mètres au lieu de 1,5 km symbolisant celle à laquelle ils seront confrontés lors de la mission partant d'un porte-avions.
La flotte américaine en route vers le Japon repérée par des navires japonais, la mission doit débuter plus tôt que prévu. Les avions se trouvent à une trop grande distance des côtes japonaises et le problème du carburant se pose dès le départ des bombardiers. Malgré cela, les avions décollent après avoir été allégés au maximum et bombardent Tokyo à divers endroits stratégiques et militaires tout en essuyant des tirs de DCA.
Une fois la mission accomplie, la mission américaine doit rejoindre la Chine Libre. Mais le carburant commence à manquer gravement bien avant que les côtes chinoises ne soient en vue et l'atterrissage s'avère sérieusement complexe lorsque les pilotes se rendent compte qu'il sont en Chine occupée. L'avion piloté par Rafe s'écrase alors que des patrouilles japonaises arrivent sur la zone de l’écrasement. Après quoi, l'avion de Danny s'écrase et le jeune homme est blessé dans l'écrasement. Les survivants sont faits prisonniers, mais parviennent à se libérer et à s'échapper. Danny se fait tuer en s’interposant entre un soldat japonais et Rafe, prenant ainsi les deux balles qui étaient destinées à son ami. Avant que son ami ne meure, Rafe lui annonce qu'Evelyn est enceinte et que c'est lui, Danny, le père. Les pilotes sont alors secourus par des soldats chinois.
Lors du retour de la mission, Evelyn attend Rafe et Danny sur la zone d'atterrissage. C'est alors un cercueil à la place de Danny qu'elle voit sortir de l'avion de rapatriement, un Douglas C-47 Skytrain.
Quelques années plus tard, le fils de Danny joue auprès de la tombe de son père sous les yeux de Rafe et d'Evelyn enlacés. Rafe emmène l'enfant faire un tour en avion. Le coucher de soleil rayonne dans le ciel.

## Fiche technique
Sauf indication contraire, les informations mentionnées dans cette section peuvent être confirmées par les bases de données cinématographiques IMDb et Allociné,  présentes dans la section « Liens externes ».
- Titre original : Pearl Harbor[1]
- Réalisation : Michael Bay
- Scénario : Randall Wallace
- Musique : Hans Zimmer
  - Musiques additionnelles : Klaus Badelt, Steve Jablonsky, James S. Levine, Fiachra Trench et Geoff Zanelli
  - Compositrice (chansons du film) : Diane Warren[2]
- Direction artistique : Jon Billington, Martin Laing et William Ladd Skinner
- Décors : Nigel Phelps (de)
- Costumes : Michael Kaplan et Linda Matthews[2]
- Photographie : John Schwartzman (en)
- Son : Christopher Boyes, Sefi Carmel, Peter J. Devlin, Kevin O'Connell, Greg P. Russell, George Watters II
- Montage : Roger Barton, Mark Goldblatt, Chris Lebenzon et Steven Rosenblum
- Production : Michael Bay et Jerry Bruckheimer
  - Production exécutive (Royaume-uni) : Selwyn Roberts
  - Production déléguée : Bruce Hendricks (en), Chad Oman, Mike Stenson, Barry H. Waldman et Randall Wallace
  - Production déléguée (Baja) : Scott Gardenhour
  - Production associée : Kenny Bates, K.C. Hodenfield, Jennifer Klein et Pat Sandston
- Sociétés de production : Jerry Bruckheimer Films, présenté par Touchstone Pictures
- Sociétés de distribution : Buena Vista Pictures (États-Unis) ; Gaumont Buena Vista International (France)
- Budget : 140 millions de $[3],[4]
- Pays de production :  États-Unis
- Langues originales : anglais, japonais, français, latin, chinois
- Format : couleur (Technicolor) — 35 mm / 70 mm — 2,39:1 (Panavision) — son DTS / Dolby Digital / SDDS (8 canaux) / DTS-8 (70 mm)
- Genre : action, guerre, drame, romance
- Durée : 183 minutes ; 184 minutes (Director's cut aux États-Unis)
- Dates de sortie[5] :
  - États-Unis, Québec : 25 mai 2001[1]
  - France, Belgique, Suisse romande : 6 juin 2001[6],[7],[8]
- Classification :
  - États-Unis : accord parental recommandé, film déconseillé aux moins de 13 ans (PG-13 - Parents Strongly Cautioned)[N 1]
  - États-Unis (director's cut) : les enfants de moins de 17 ans doivent être accompagnés d'un adulte (R – Restricted)
  - France : tous publics[9]
  - Belgique : tous publics (Alle Leeftijden)[7]
  - Suisse romande : interdit aux moins de 12 ans[10]
  - Québec : tous publics - déconseillé aux jeunes enfants (G - General Rating)[1]

## Distribution
- Ben Affleck (VF : Jean-Pierre Michaël ; VQ : Pierre Auger) : le lieutenant Rafe McCawley
- Josh Hartnett (VF : Patrick Mancini ; VQ : Gilbert Lachance) : le lieutenant Daniel « Danny » Walker
- Kate Beckinsale (VF : Laura Blanc ; VQ : Dominique Leduc) : l’infirmière Evelyn Johnson
- Ewen Bremner (VF : Thierry Ragueneau ; VQ : Antoine Durand) : le lieutenant Red Winkle
- Alec Baldwin (VF : Hervé Jolly ; VQ : Marc Bellier) : le lieutenant-colonel James Doolittle, major-chef
- Tom Sizemore (VF : Patrick Raynal ; VQ : Benoît Rousseau) : le sergent Earl Sistern
- Cuba Gooding Jr. (VF : Thierry Desroses ; VQ : Patrice Dubois) : le marin Doris Miller
- William Lee Scott (VF : David Krüger) : Lieutenant Billy Thompson
- Greg Zola (VF : Serge Faliu) : Lieutenant Anthony Fusco
- Jaime King (VF : Barbara Beretta ; VQ : Catherine Bonneau) : l'infirmière Betty Bayer
- Catherine Kellner (VF : Barbara Kelsch) : l'infirmière Barbara
- Jennifer Garner (VF : Frédérique Marlot ; VQ : Violette Chauveau) : l’infirmière Sandra
- Jon Voight (VF : Robert Party ; VQ : Yves Massicotte) : le président Franklin Delano Roosevelt
- Michael Shannon (VF : Lionel Tua[N 2]) : le lieutenant Gooz Wood
- Matthew Davis (VF : Fabrice Josso) : Joe
- John Fujioka (en) : Nishikura
- Mako : l'amiral Isoroku Yamamoto
- Cary-Hiroyuki Tagawa : le commandant Minoru Genda
- Colm Feore (VQ : François Godin) : l'amiral Husband E. Kimmel
- Dan Aykroyd (VF : Richard Darbois ; VQ : André Montmorency) : le capitaine Thurman
- Reiley McClendon : Danny, jeune
- Jesse James : Rafe, jeune
- William Fichtner (VQ : Jean-Luc Montminy) : le père de Danny
- Steve Rankin : le père de Rafe
- Scott Wilson (VF : Michel Paulin) : le général George C. Marshall
- Graham Beckel (VF : Georges Claisse) : l'amiral Chester W. Nimitz
- Howard Mungo : George
- Tom Everett : le secrétaire à la Marine des États-Unis Frank Knox
- Randy Oglesby (en) (VF : Michel Vocoret) : un analyste stratégique
- Tomas Arana (VF : Philippe Dumond) : le vice-amiral Frank J. « Jack » Fletcher
- Beth Grant : la secrétaire en chef
- Sara Rue : l'infirmière Martha
- Raphael Sbarge (VF : Bernard Demory) : l'assistant de Kimmel
- Josh Green : PVT. Ellis, opérateur radar
- Ian Bohen : l'opérateur radar no 2
- Peter Firth (VF : Vincent Grass) : le capitaine Mervyn Bennion - USS West Virginia
- Andrew Bryniarski (VF : Marc Alfos) : Joe, le boxeur blanc
- John Diehl : le médecin-chef
- Ted McGinley (VF : Philippe Dumond) : major de l'armée
- Madison Mason : Amiral Raymond A. Spruance
- Kim Coates : Jack Richards
- Glenn Morshower : RAdm.William F. « Bull » Halsey Jr.
- Paul Francis : le copilote de Doolittle
- Scott Wiper (en) : Ripley
- Eric Christian Olsen : un artilleur
- Michael Shamus Wiles : le capitaine Marc Andrew Mitscher
- David Kaufman : le jeune docteur nerveux
- Guy Torry : Teeny Mayfield
- Leland Orser (VF : Patrick Osmond) : Major Jackson
- Rufus Dorsey (VF : Lucien Jean-Baptiste) : l'ami de Dorie
- Sean Faris : l'artilleur de Danny
- Nicholas Farrell : le chef de l'escadron de la RAF
- Tony Curran (VF : Patrick Préjean) : Ian
- Toshi Toda : le dentiste
- Sung Kang : l'auditeur

## Production

### Scénario
Le script du film est écrit par le scénariste Randall Wallace, nommé au Golden Globe du meilleur scénario et à l'Oscar du meilleur scénario original pour Braveheart, qui s'intitula à l'origine Tennessee. Le scénario est acheté 2 millions de dollars par Walt Disney Pictures.

### Attribution des rôles
À l'origine, les producteurs voulaient Ben Affleck, Gwyneth Paltrow et Matt Damon dans les rôles principaux. Damon et Paltrow ont décliné l'offre en raison de problèmes d'emploi du temps. Affleck avait refusé dans un premier temps de jouer le rôle de Rafe, avant de finalement accepter. Ashton Kutcher était pressenti pour incarner Danny, mais le rôle sera confié à Josh Hartnett. Charlize Theron, quant à elle, a décliné l'offre d'incarner le personnage principal féminin pour tourner Sweet November. Le rôle alla finalement à Kate Beckinsale, à l'époque quasi inconnue du grand public, notamment aux États-Unis. Le personnage de Red devait être incarné par Adrian Brody, mais s'estimant trop petit, il refusa le rôle, qui sera finalement confié à l'acteur britannique Ewen Bremner (vu dans Trainspotting).
Se considérant comme expert sur Franklin Delano Roosevelt, Jon Voight demanda au réalisateur Michael Bay de lui confier le rôle, un temps dévolu à Gene Hackman. Avant que le rôle de Jimmy Doolittle ne soit donné à Alec Baldwin, Kevin Costner fut l'un des choix pour l'incarner, mais l'a refusé,.

### Tournage
Le tournage de Pearl Harbor a commencé le 10 avril 2000 et s'est achevé le 15 septembre 2000, durant ainsi 109 jours. La première scène tournée fut celle du match de Doris Miller, incarné par Cuba Gooding Jr., suivi de l'introduction de Husband Kimmel, interprété par Colm Feore.
Le tournage a nécessité des moyens logistiques très importants puisqu'il fallait à la fois gérer de multiples engins (6 avions, des bateaux de 200m, etc.) ainsi que plusieurs centaines de figurants.
Lieux de tournage
- Badminton House, Gloucestershire,  Angleterre
- Baja California,  Mexique
- Corpus Christi,  Texas,  États-Unis
- Duxford, Oxfordshire,  Angleterre
- Hawaii,  États-Unis
- Houston,  Texas,  États-Unis
- Los Angeles,  Californie,  États-Unis
- Lydd, Kent,  Angleterre
- Pearl Harbor,  Hawaï,  États-Unis
- Rosarito, Baja California,  Mexique
- San Francisco,  Californie,  États-Unis
- San Pedro,  Californie,  États-Unis
- Tustin,  Californie,  États-Unis
- Warner Grand Theatre (en), San Pedro,  Californie,  États-Unis

## Accueil

### Avant-première
L'avant-première du film s'est déroulée le 21 mai 2001, à Pearl Harbor, à Hawaï à bord du USS John C. Stennis. Une partie des acteurs furent présents à cette première, en autres Tom Sizemore, Dan Aykroyd, Alec Baldwin, Jaime King, Ben Affleck, William Lee Scott, Josh Hartnett, Kate Beckinsale, Catherine Kellner et Cary-Hiroyuki Tagawa, mais aussi le producteur Jerry Bruckheimer et le réalisateur Michael Bay,

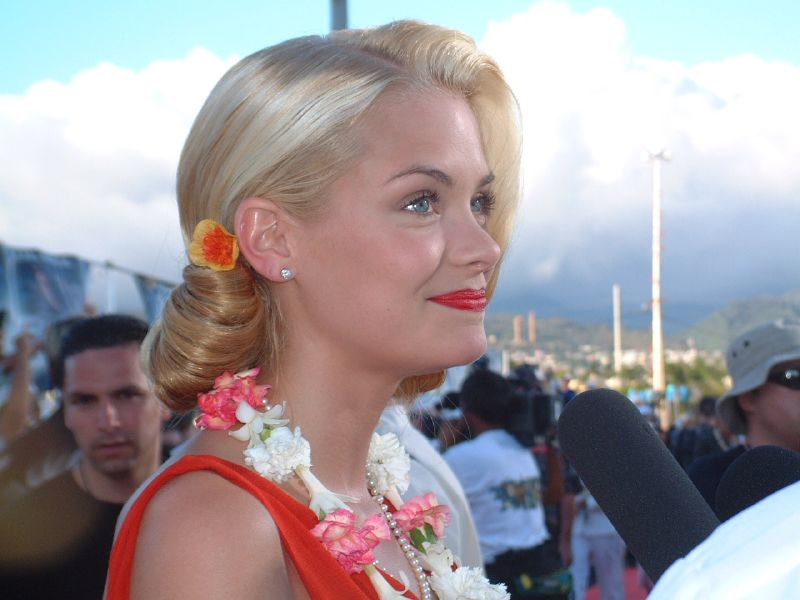
L'actrice Jaime King, interprète de l'infirmière Betty Bayer, lors de la première du film à Hawaï, le 20 mai 2001.
L'USS John C. Stennis à Hawaï en 2013.

### Accueil critique
Lors de sa sortie en salles, Pearl Harbor a dans l'ensemble été éreinté par la critique dans les pays anglophones, obtenant des avis mitigés ou négatifs. Sur le site Rotten Tomatoes un pourcentage de 24 % dans la catégorie All Critics, basé sur 194 commentaires et une note moyenne de 4.4⁄10, ainsi qu'un pourcentage de 19 % dans la catégorie Top Critics, basé sur 36 commentaires et une note moyenne de 4⁄10. Le site Metacritic lui attribue une moyenne de 44⁄100, basé sur 35 critiques. De plus, le film fut nommé six fois aux Razzie Awards, récompensant les pires films de l'année, mais n'a obtenu aucun prix.
Néanmoins, en France, le site Allociné propose une note moyenne de 2.7⁄5 à partir de l'interprétation de critiques provenant de 21 titres de presse.
La réaction du public est assez diverse, puisque le site Internet Movie Database lui attribue une note moyenne de 6⁄10, basé sur 206 516 votes de la part des spectateurs, tandis qu'Allociné lui attribue une note moyenne de 3,5⁄5, basé sur 18 947 notes dont 1 036 critiques.

### Box-office
| Pays ou région | Box-office          | Date d'arrêt du box-office | Nombre de semaines |
| -------------- | ------------------- | -------------------------- | ------------------ |
| Mondial        | 449 220 945 dollars | 27 janvier 2002            | ?                  |
| États-Unis     | 198 542 554 dollars | 11 novembre 2001           | 25                 |
| France         | 2 514 353 entrées   | 3 octobre 2001             | 18                 |

L'échec critique du film n'a pas empêché de triompher en salles, en se classant directement premier du box-office américain durant les deux premières semaines d'exploitation et 129 266 081 dollars de recettes, pour finir avec un total de 198,5 millions de dollars aux États-Unis, pour un budget estimé à 140 millions de dollars. À l'étranger, Pearl Harbor a eu plus de succès commercial, avec 250 678 391 dollars de recettes à l'étranger, pour un total de 449 220 945 dollars de recettes mondiales. Toutefois, le film n'a pas amassé suffisamment d'argent pour un blockbuster d'envergure avec le nombre de stars et le sujet traité, ce qui a coûté le poste du directeur de Disney, Peter Schneider.
En France, le film a également connu un triomphe en totalisant 2 514 353 entrées au box-office, se classant dix-septième des succès de l'année 2001.

## Distinctions

### Distinctions2001
| Distinctions 2001 du film Pearl Harbor | Distinctions 2001 du film Pearl Harbor                                              | Distinctions 2001 du film Pearl Harbor | Distinctions 2001 du film Pearl Harbor | Distinctions 2001 du film Pearl Harbor |
| Évènements                             | Catégorie / Récompense                                                              | Nommé(es) / Lauréat(es)                | Résultats                              |                                        |
| -------------------------------------- | ----------------------------------------------------------------------------------- | -------------------------------------- | -------------------------------------- | -------------------------------------- |
| Awards Circuit Community Awards        | Meilleure musique originale                                                         | Hans Zimmer                            | Nomination                             |                                        |
| Awards Circuit Community Awards        | Meilleurs effets visuels                                                            | Pearl Harbor                           | Nomination                             |                                        |
| GoldSpirit Awards                      | Meilleure bande son                                                                 | Hans Zimmer                            | Lauréat                                |                                        |
| GoldSpirit Awards                      | Meilleure bande originale d'un film dramatique                                      | Hans Zimmer                            | Nomination                             |                                        |
| Golden Schmoes Awards                  | Pire film de l'année                                                                | Pearl Harbor                           | Nomination                             |                                        |
| Golden Schmoes Awards                  | Meilleurs effets spéciaux de l'année                                                | Pearl Harbor                           | Nomination                             |                                        |
| Golden Schmoes Awards                  | La plus grande déception de l'année                                                 | Pearl Harbor                           | Nomination                             |                                        |
| Golden Schmoes Awards                  | Meilleure bande-annonce de l'année                                                  | Pearl Harbor                           | Nomination                             |                                        |
| Golden Schmoes Awards                  | Meilleure scène d'action de l'année                                                 | séquence de l'attaque de Pearl Harbor  | Nomination                             |                                        |
| Golden Schmoes Awards                  | Scène la plus mémorable d'un film                                                   | séquence de l'attaque de Pearl Harbor  | Nomination                             |                                        |
| Goldene Leinwand                       | Écran d'or                                                                          | Pearl Harbor                           | Lauréat                                |                                        |
| Prix Bogey                             | Prix Bogey d’or                                                                     | Pearl Harbor                           | Lauréat                                |                                        |
| Teen Choice Awards                     | Meilleur film dramatique / action aventure                                          | Pearl Harbor                           | Lauréat                                |                                        |
| Teen Choice Awards                     | Meilleur acteur                                                                     | Ben Affleck                            | Lauréat                                |                                        |
| Teen Choice Awards                     | Meilleur acteur                                                                     | Josh Hartnett                          | Nomination                             |                                        |
| Teen Choice Awards                     | Meilleure alchimie                                                                  | Ben Affleck et Kate Beckinsale         | Nomination                             |                                        |
| The Stinkers Bad Movie Awards          | Pire scénario pour un film rapportant plus de 100 millions de $ avec Hollywood Math | Randall Wallace                        | Lauréat                                |                                        |
| The Stinkers Bad Movie Awards          | Pire sens de l'orientation (arrêtez-les avant qu'ils ne dirigent à nouveau!)        | Michael Bay                            | Nomination                             |                                        |
| The Stinkers Bad Movie Awards          | Pire film                                                                           | Pearl Harbor                           | Nomination                             |                                        |
| World Soundtrack Awards                | Compositeur de la bande originale de l'année                                        | Hans Zimmer                            | Nomination                             |                                        |

### Distinctions2002
| Distinctions 2002 du film Pearl Harbor      | Distinctions 2002 du film Pearl Harbor                                                  | Distinctions 2002 du film Pearl Harbor | Distinctions 2002 du film Pearl Harbor | Distinctions 2002 du film Pearl Harbor |
| Évènements                                  | Catégorie / Récompense                                                                  | Nommé(es) / Lauréat(es) | Résultats                              |                                        |
| ------------------------------------------- | --------------------------------------------------------------------------------------- | --- | -------------------------------------- | -------------------------------------- |
| American Society of Cinematographers Awards | Meilleure photographie                                                                  | John Schwartzman | Nomination                             |                                        |
| ASCAP Film and Television Music Awards      | Compositeurs du meilleur film au box-office                                             | Hans Zimmer | Lauréat                                |                                        |
| ASCAP Film and Television Music Awards      | Chansons les plus jouées du cinéma                                                      | Diane Warren pour la chanson There You'll Be | Lauréat                                |                                        |
| Cinema Audio Society                        | Meilleur mixage sonore pour un film                                                     | Kevin O'Connell, Peter J. Devlin et Greg P. Russell | Nomination                             |                                        |
| Critics' Choice Movie Awards                | Meilleure chanson originale                                                             | Diane Warren pour la chanson There You'll Be | Nomination                             |                                        |
| Golden Globes                               | Meilleure musique de film                                                               | Hans Zimmer | Nomination                             |                                        |
| Golden Globes                               | Meilleure chanson originale                                                             | Diane Warren pour la chanson There You'll Be | Nomination                             |                                        |
| Golden Rooster Awards                       | Meilleur film traduit                                                                   | Pearl Harbor | Lauréat                                |                                        |
| Golden Trailer Awards                       | Meilleure bande-annonce d'un film d’action                                              | Pearl Harbor | Nomination                             |                                        |
| Grammy Awards                               | Meilleure chanson écrite pour un film, une télévision ou un autre média visuel          | Diane Warren pour la chanson There You'll Be | Nomination                             |                                        |
| Harry Awards                                | Harry Award                                                                             | Pearl Harbor | Nomination                             |                                        |
| Motion Picture Sound Editors                | Meilleur montage son - Effets et bruitages, long métrage national                       | Christopher Boyes, Beau Borders, Scott Guitteau, Matthew Harrison, Suhail Kafity, Adam Kopald, James Likowski, Victoria Martin, F. Hudson Miller, R. J. Palmer, Christopher Scarabosio, Robert L. Sephton, Ethan Van der Ryn, George Watters II et Gary Wright | Nomination                             |                                        |
| Motion Picture Sound Editors                | Meilleur montage son – Dialogues et doublages dans un long métrage national             | Ulrika Akander, David A. Arnold, Teri E. Dorman, Julie Feiner, Allen Hartz, Cindy Marty, Michelle Pazer, George Watters II, Christopher T. Welch et Marshall Winn                                                                                              | Nomination                             |                                        |
| MTV Asia Awards                             | Meilleur film                                                                           | Pearl Harbor | Nomination                             |                                        |
| MTV Movie & TV Awards                       | Meilleure scène d'action                                                                | pour la séquence de la scène de l'attaque | Lauréat                                |                                        |
| MTV Movie & TV Awards                       | Meilleure performance masculine                                                         | Josh Hartnett | Nomination                             |                                        |
| MTV Movie & TV Awards                       | Meilleure performance féminine                                                          | Kate Beckinsale | Nomination                             |                                        |
| Online Film and Television Association      | Meilleure musique, chanson originale                                                    | Diane Warren et Faith Hill pour la chanson There You'll Be | Nomination                             |                                        |
| Online Film and Television Association      | Meilleur mixage de son                                                                  | Kevin O'Connell, Peter J. Devlin et Greg P. Russell | Nomination                             |                                        |
| Online Film and Television Association      | Meilleur montage d'effets sonores                                                       | Christopher Boyes et George Watters II | Nomination                             |                                        |
| Online Film and Television Association      | Meilleurs effets visuels                                                                | Eric Brevig, John Frazier, Edward Hirsh et Ben Snow | Nomination                             |                                        |
| Oscars                                      | Oscar du meilleur mixage de son                                                         | Christopher Boyes et George Watters II | Lauréat                                |                                        |
| Oscars                                      | Meilleure chanson originale                                                             | Diane Warren pour la chanson There You'll Be | Nomination                             |                                        |
| Oscars                                      | Meilleur son                                                                            | Kevin O'Connell, Peter J. Devlin et Greg P. Russell | Nomination                             |                                        |
| Oscars                                      | Meilleurs effets visuels                                                                | Eric Brevig, John Frazier, Edward Hirsh et Ben Snow | Nomination                             |                                        |
| Phoenix Film Critics Society Awards         | Meilleurs effets visuels                                                                | Eric Brevig, John Frazier, Edward Hirsh et Ben Snow | Nomination                             |                                        |
| Prix Huabiao                                | Meilleur film étranger traduit                                                          | Pearl Harbor | Lauréat                                |                                        |
| Razzie Awards                               | Pire film                                                                               | Pearl Harbor | Nomination                             |                                        |
| Razzie Awards                               | Pire acteur                                                                             | Ben Affleck | Nomination                             |                                        |
| Razzie Awards                               | Pire couple à l'écran                                                                   | Ben Affleck et, soit Kate Beckinsale, soit Josh Hartnett | Nomination                             |                                        |
| Razzie Awards                               | Pire réalisateur                                                                        | Michael Bay | Nomination                             |                                        |
| Razzie Awards                               | Pire scénario                                                                           | Randall Wallace | Nomination                             |                                        |
| Razzie Awards                               | Pire remake ou suite                                                                    | Pearl Harbor | Nomination                             |                                        |
| Satellite Awards                            | Meilleure chanson originale                                                             | Diane Warren pour la chanson There You'll Be | Nomination                             |                                        |
| Satellite Awards                            | Meilleure photographie                                                                  | John Schwartzman | Nomination                             |                                        |
| Satellite Awards                            | Meilleurs effets visuels                                                                | Eric Brevig | Nomination                             |                                        |
| Taurus World Stunt Awards                   | Meilleur coordinateur de cascades et/ou directeur de la 2e équipe pour une séquence     | Kenny Bates, Andy Gill et Steve Picerni pour la séquence de l'attaque de Pearl Harbor en d'ouverture du film | Lauréat                                |                                        |
| Taurus World Stunt Awards                   | Meilleur travail aérien                                                                 | Gene Armstrong, Will Bonefas, James W. Gavin, John Hinton, Steve Hinton, Gary Hudson, Kevin LaRosa, John Maloney, William E. Powers, Alan Preston, Alan D. Purwin, James A. Ryan et John Storrie                                                               | Nomination                             |                                        |
| Taurus World Stunt Awards                   | Meilleur coordinateur de cascade et/ou réalisateur de la 2e équipe dans un long métrage | Kenny Bates | Nomination                             |                                        |
| Yoga Awards                                 | Pire acteur étranger                                                                    | Ben Affleck | Lauréat                                |                                        |

### Nominations2003
- DVD Exclusive Awards (director's cut - série Vista) :
  - Meilleurs extra, nouvelle version pour Michael Bay, Mark Palansky, David Prior et Eric Neal Young
  - Meilleures nouvelles scènes de film, améliorées ou reconstruites pour Michael Bay
  - Meilleur documentaire rétrospectif original, nouvelle version pour Doug McCallie
  - Meilleur design de menu DVD pour David Prior

### Nomination2010
- Pire acteur de la décennie pour Ben Affleck

## Éditions en vidéo
- En France, le film Pearl Harbor est sorti en DVD édition single[35], en DVD édition collector comprenant 2 supports[36] et en DVD édition commemorative comprenant 3 supports[37] le 7 décembre 2001. Par la suite le film ressort en DVD anthologie comprenant 4 supports le 26 juillet 2002[38], en Blu-ray le 21 mars 2007[39] et de nouveau en DVD le 19 novembre 2008[40]. Le film est également sorti en VOD le 7 juin 2017[6].
- Au Québec, le film est sorti en DVD le 22 septembre 2004[41].